# A Debreceni VSC a 2017-es naptári évben
Ez a szócikk a Debreceni VSC labdarúgócsapatának történéseit dolgozza fel a 2017-es naptári évben,  havonkénti bontásban.